# Tonadico
Tonadico település Olaszországban, Trento megyében.  Tonadico Canale d’Agordo, Falcade, Gosaldo, Moena, Predazzo, Sagron Mis, Siror, Taibon Agordino, Transacqua, Voltago Agordino és Fiera di Primiero községekkel határos.

## Népesség
A település népességének változása: